# پیست اسکی افوس
پیست اسکی افوس یکی از مرتفع‌ترین پیست‌های اسکی کشور با طول ۸۶۰ متر است که در دامنه کوه ستبله شهر افوس و در شهرستان بویین میاندشت استان اصفهان قرار دارد. این پیست که دومین پیست اسکی حرفه‌ای استان اصفهان است در زمستان ۱۳۹۲ توسط شهرداری افوس احداث، افتتاح و بهره‌برداری شد.
پیست اسکی افوس دارای استانداردهای لازم و شیب و ارتفاع مناسب و نیز بالابر بشقابی است که باعث شده تا روند بالا رفتن اسکی‌بازان به دامنه کوه تسهیل شود. ارتفاع برف در پیست افوس به یک متر و نیم می‌رسد و در روزهای تعطیل حدود سه هزار گردشگر از این پیست گردشگری بازدید می‌کنند. پیست اسکی افوس مجهز به سایت اسکی با آموزش مربیان اسکی و پارکینگ با ظرفیت ۴۰۰ دستگاه اتومبیل و ۴۰ آلاچیق است.

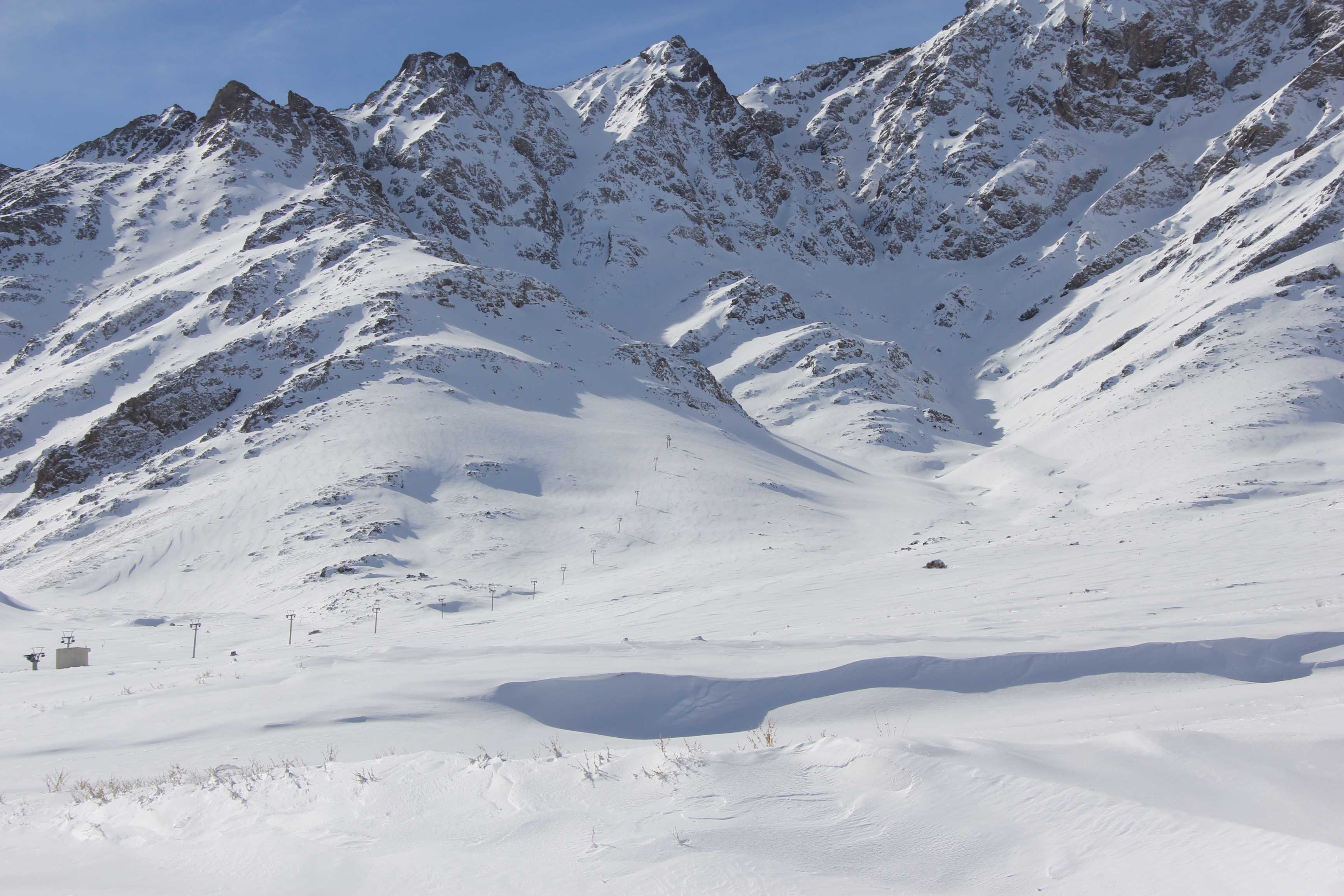
پیست اسکی افوس

## امکانات
- بالابر بشقابی
- آلاچیق
- پارکینگ
- سرویس بهداشتی
- فروشگاه مواد غذایی و وسایل اسکی
- سالن
- پیست لژ سواری